# Justin Mapp
Justin Sanders Mapp (* 18. Oktober 1984 in Brandon, Mississippi) ist ein US-amerikanischer Fußballspieler. Er wird meist als Mittelfeldspieler eingesetzt. Zurzeit spielt er für Sporting Kansas City in der Major League Soccer.

## Karriere

### Jugend und Vereinskarriere
Mapp begann seine aktive Karriere als Fußballspieler an der Northwest Rankin High School in Flowood, Mississippi. Danach ging er auf die IMG Soccer Academy, wo er im Jahre 2001 graduierte und zuerst als Project-40-Spieler aufgenommen wurde. Beim MLS SuperDraft 2002 wechselte er in der ersten Runde als vierter Pick zu D.C. United, spielte aber in seiner ersten Profisaison bei drei Einsätzen nur insgesamt 28 Minuten. Bei seinem Profidebüt am 24. Juli 2002 war Mapp der fünfjüngste Spieler in der Geschichte der Major League Soccer, dem ein solcher Auftritt zuteilwurde.
In der Saison 2003 wurde Mapp von Chicago Fire im Tausch gegen Dema Kowalenko erworben. Beim Klub aus Bridgeview, Illinois kam Mapp zu regelmäßigen Einsätzen in der laufenden Saison und konnte so am Ende der Spielzeit 21 absolvierte Spiele. Weiters konnte Mapp in dieser Saison große Erfolge feiern, als er mit dem Team das MLS Supporters’ Shield verliehen bekam und zuvor auch noch den Lamar Hunt U.S. Open Cup gewann.
In der darauffolgenden Saison stand er in insgesamt 24 Meisterschaftspartien auf dem Platz, erzielte drei Tore und gab vier Torvorlagen. Die restlichen sechs Wochen der Saison musste er wegen einer Verletzung am rechten Knie pausieren. Mapp war am 23. August 2005 im MLS Selection Team beim Trofeo-Santiago-Bernabéu-Spiel gegen Real Madrid; das Spiel ging mit 5:0 an die Spanier verloren. Nach seinem matchentscheidenden Tor im Meisterschaftsspiel am 4. September gegen LA Galaxy wurde Mapp als MLS Player of the Week und sein erzieltes Tor als Goal of the Week geehrt. Außerdem war er einer der Finalisten um den MLS Fair Play Award 2005. In der Saison 2006 holte er sich mit den Men in Red zum zweiten Mal in seiner Karriere den Lamar Hunt U.S. Open Cup.
Kurz nach Ende der Saison wurde er in die MLS Best XI gewählt. Zur Saison 2007 war Mapp in nur 13 Meisterschaftsspielen im Einsatz, da er wegen einer schweren Verstauchung des rechten Knöchels, die er in einem Ligaspiel gegen die Kansas City Wizards erlitt, längere Zeit ausfiel. 2008 fand Mapp wieder zurück zu seiner alten Form und kam bei 30 absolvierten Partien, schon wie zwei Jahre zuvor, auf eine Bilanz von zwei Toren und acht Torvorlagen. Er kam für Chicago Fire in insgesamt 174 Ligaspielen zum Einsatz, erzielte dabei 14 Treffer und gab 36 Assists.
Ab Sommer 2010 war Mapp für Philadelphia Union in der MLS im Einsatz. Am 23. November 2011 wurde sein Wechsel zu Montreal Impact zur Saison 2012 bestätigt. In seiner ersten Saison gelangen ihm für die Kanadier in 27 Spielen zwei Tore, in der Saison 2013 in ebenfalls 27 Spielen erzielte er zwei weitere Treffer. In der Saison 2014 wurde er 23-mal eingesetzt. In der Saison 2015 verlor Mapp seinen Stammplatz bei Impact und spielte nur noch fünfmal.
Mit Ende des Jahres 2015 lief Mapps Vertrag bei Montreal Impact aus, wodurch er gemäß der kurz zuvor geänderten Regularien der MLS zu einem Free Agent wurde. Er unterzeichnete einen neuen Vertrag beim Ligakonkurrenten Sporting Kansas City, womit Mapp der erste Free Agent der MLS war, der einen neuen Vertrag unterzeichnet hat.

### International
Mapp sammelte bereits Erfahrungen in den U-14-, U-16-, U-17-, sowie U-20-Auswahlen seines Heimatlandes. Unter anderem war er bei der U17-Weltmeisterschaft 2001 in Trinidad und Tobago im Kader der USA. Bei der FIFA-Juniorenweltmeisterschaft 2003 in den Vereinigten Arabischen Emiraten wurde er in allen fünf Spielen der US-Mannschaft eingesetzt und galt als Nachwuchshoffnung für Liga und Nationalmannschaft. Sein Debüt als A-Nationalspieler gab er am 13. Oktober 2005 beim Qualifikationsspiel für die WM-2006 gegen Panama. Mapp wurde am 20. Januar 2007 im Spiel gegen Dänemark eingewechselt und bereitete das matchentscheidende Tor für Jonathan Bornstein vor. Außerdem stand Mapp im Kader der US-Nationalmannschaft bei der 42. Copa América 2007. Mapp kam in fünf Spielen für die A-Nationalmannschaft der Vereinigten Staaten zum Einsatz; seit 2007 wurde er nicht mehr für die Auswahl nominiert.

### Erfolge
MLS Supporters’ Shield
2003
Lamar Hunt U.S. Open Cup
2003, 2006
MLS Best XI
2006